# 王伟 (神经病学家)
王伟 (1963年6月—)，神经病学家，中共党员，华中科技大学同济医学院附属同济医院院长、教授。入选中华人民共和国教育部2008年度"长江学者"特聘教授。曾就读于重庆医科大学神经病学专业。